# あし川彦国
あし川 彦国（あしかわ ひこくに、生没年不詳）とは、江戸時代の大坂の浮世絵師。

## 来歴
蘭英斎芦国の門人かといわれる。大坂の人。あし川の画姓を称し、彦国、ひこ国と号す。作画期は文政4年（1821年）から文政6年（1823年）にかけてで、役者絵を描いている。

## 作品
- 「白びゃうし・坂東三津五郎」大判錦絵 ※文政4年3月、角の芝居の『染模様難波土産』より
- 「筑波茂右衛門・松本幸四郎 赤根半七・中村歌右衛門」大判錦絵2枚続 ※文政4年7月、中の芝居『京紅藍杜若赤根半七』
- 「関口平太・市川鰕十郎 神道源八・中村歌右衛門」大判錦絵2枚続 ※文政4年11月、中の芝居『三十石艠始』
- 「大橋曾平・中村歌右衛門」大判錦絵 ※文政6年7月、角の芝居『恋陸奥媚山賊』